# Zaniemyśl (gromada)
Zaniemyśl – dawna gromada, czyli najmniejsza jednostka podziału terytorialnego Polskiej Rzeczypospolitej Ludowej w latach 1954–1972.
Gromady, z gromadzkimi radami narodowymi (GRN) jako organami władzy najniższego stopnia na wsi, funkcjonowały od reformy reorganizującej administrację wiejską przeprowadzonej jesienią 1954 do momentu ich zniesienia z dniem 1 stycznia 1973, tym samym wypierając organizację gminną w latach 1954–1972.
Gromadę Zaniemyśl z siedzibą GRN w Zaniemyślu (wówczas wsi) utworzono – jako jedną z 8759 gromad na obszarze Polski – w powiecie średzkim w woj. poznańskim, na mocy uchwały nr 37/54 WRN w Poznaniu z dnia 5 października 1954. W skład jednostki weszły obszary dotychczasowych gromad Jeziory Wielkie, Kępa Mała, Luboniec, Lubonieczek, Łękno, Polwica i Zaniemyśl ze zniesionej gminy Zaniemyśl w powiecie średzkim, a także obszar dotychczasowej gromady Zwola (bez obszaru o powierzchni 12,56 ha, włączonego do nowo utworzonej gromady Konarzyce) ze zniesionej gminy Śrem w powiecie śremskim w tymże województwie. Dla gromady ustalono 27 członków gromadzkiej rady narodowej.
1 stycznia 1960 do gromady Zaniemyśl włączono obszary zniesionych gromad Czarnotki i Śnieciska w tymże powiecie.
Gromada przetrwała do końca 1972 roku, czyli do kolejnej reformy gminnej. 1 stycznia 1973 w powiecie średzkim reaktywowano gminę Zaniemyśl.